# Rathangan (Kildare)
Rathangan is een plaats in het Ierse graafschap County Kildare. De plaats telt 1811 inwoners.